# He Yingqiang
He Yingqiang (何英强S; 25 maggio 1965) è un ex sollevatore cinese medagliato olimpico e mondiale, che ha gareggiato nelle categorie dei pesi gallo (fino a 56 kg) e dei pesi piuma (fino a 60 kg).

## Carriera
Ha partecipato a due edizioni dei Giochi Olimpici, conquistando il podio in entrambe le occasioni. Alle Olimpiadi di Seul 1988 ha conquistato la medaglia d'argento nei pesi gallo dietro al sovietico Oksen Mirzoyan, mentre alle Olimpiadi di Barcellona 1992 ha vinto la medaglia di bronzo nei pesi piuma, terminando alle spalle del turco Naim Süleymanoğlu e del bulgaro Nikolaj Pešalov.
Precedentemente ai Giochi Olimpici del 1988, ha vinto la medaglia d'oro nei pesi gallo ai Giochi Asiatici del 1986.
Ai campionati mondiali di sollevamento pesi He Yingqiang ha vinto due medaglie d'argento (1986 e 1990) e due medaglie di bronzo (1985 e 1989) nei pesi gallo. Dopo i Mondiali del 1990 è passato alla categoria superiore dei pesi piuma, nella quale ha vinto lo stesso anno la medaglia d'oro ai Giochi Asiatici. Sempre nei pesi piuma ha vinto la medaglia di bronzo ai campionati mondiali del 1991.
He Yingqiang ha realizzato durante la sua carriera un record del mondo nei pesi gallo nella prova di strappo.
Si è ritirato dall'attività agonistica al termine delle Olimpiadi del 1992.